# ロールス・ロイス コンドル
コンドル（Condor ）はイギリスのロールス・ロイスが開発、生産した航空機用レシプロエンジンである。

## コンドルI
第一次世界大戦末期に長距離戦略爆撃機が重要な役割を果たすことを知ったイギリス政府は、ベルリン爆撃を目的に、1917年にロールス・ロイスに対し長距離爆撃機用エンジンの開発を指示した。
内径φ5½ in=139.7 mm×行程7½ in=190.5 mmで排気量2,137 in3(35,000 cc)。出力は600 hp。
大型化したエンジンを始動するためセルスターターを装備、従来の2バルブだったSOHCをこのモデルから複雑なロッカーアームを備えるラジアル4バルブとするなど新たな機構が採用された。ただしラジアル4バルブは複雑な割に性能向上が大きくなく、過給器が実用化されたためこの後採用されなくなった。
完成したのは1920年で第一次世界大戦には間に合わなかったが、ロールス・ロイスが大型エンジンを製作する絶好の経験となった。

## コンドルII
650 hpに改良された。

## コンドルIII
670 hpに改良された。IIIAはメインベアリング強化型、IIIBはクランクケースも強化した型。

## コンドルIV
750 hpに改良された。IVAはマウント改良型。

## コンドルV
2段式ターボチャージャーを装備した。

## コンドルVII
コンドルIIIAの改良型。

## コンドルCI
1932年に完成したディーゼルエンジン型。